# ألبرتو أرييل مارتينيز
ألبرتو أرييل مارتينيز (بالإسبانية: Alberto Martínez Píriz)‏ (30 يوليو 1950 في الأوروغواي - 1 ديسمبر 2009 في الأوروغواي) هو لاعب كرة قدم أوروغواني في مركز الوسط. لعب مع أوستريا فيينا وبنيارول ورامبلا جونيورز ونادي فينر ونادي لاس بالماس ونادي لينز وفيفورتنير ‏ وفيينا سبورت كلوب ‏.

## وصلات خارجية
- ألبرتو أرييل مارتينيز على موقع قاعدة بيانات كرة القدم.إي يو (الإنجليزية)
- ألبرتو أرييل مارتينيز على موقع عالم كرة القدم.نت (الإنجليزية)